# سیارک ۱۱۵۸۳
سیارک ۱۱۵۸۳ (به انگلیسی: 11583 Breuer، نامگذاری:1994PZ28) یازده هزار و پانصد و هشتاد و سومین سیارک کشف شده‌است که در ۱۲ اوت ۱۹۹۴ کشف شد.
قدر مطلق سیارک برابر ۱۴٫۲۰ است.